# Zdrawec
Zdrawec (bułg. Здравец) – wieś w Bułgarii, w obwodzie Razgrad, w gminie Samuił. W 2023 roku liczyła 365 mieszkańców.